# Dermatoskopische Vitalhistologie

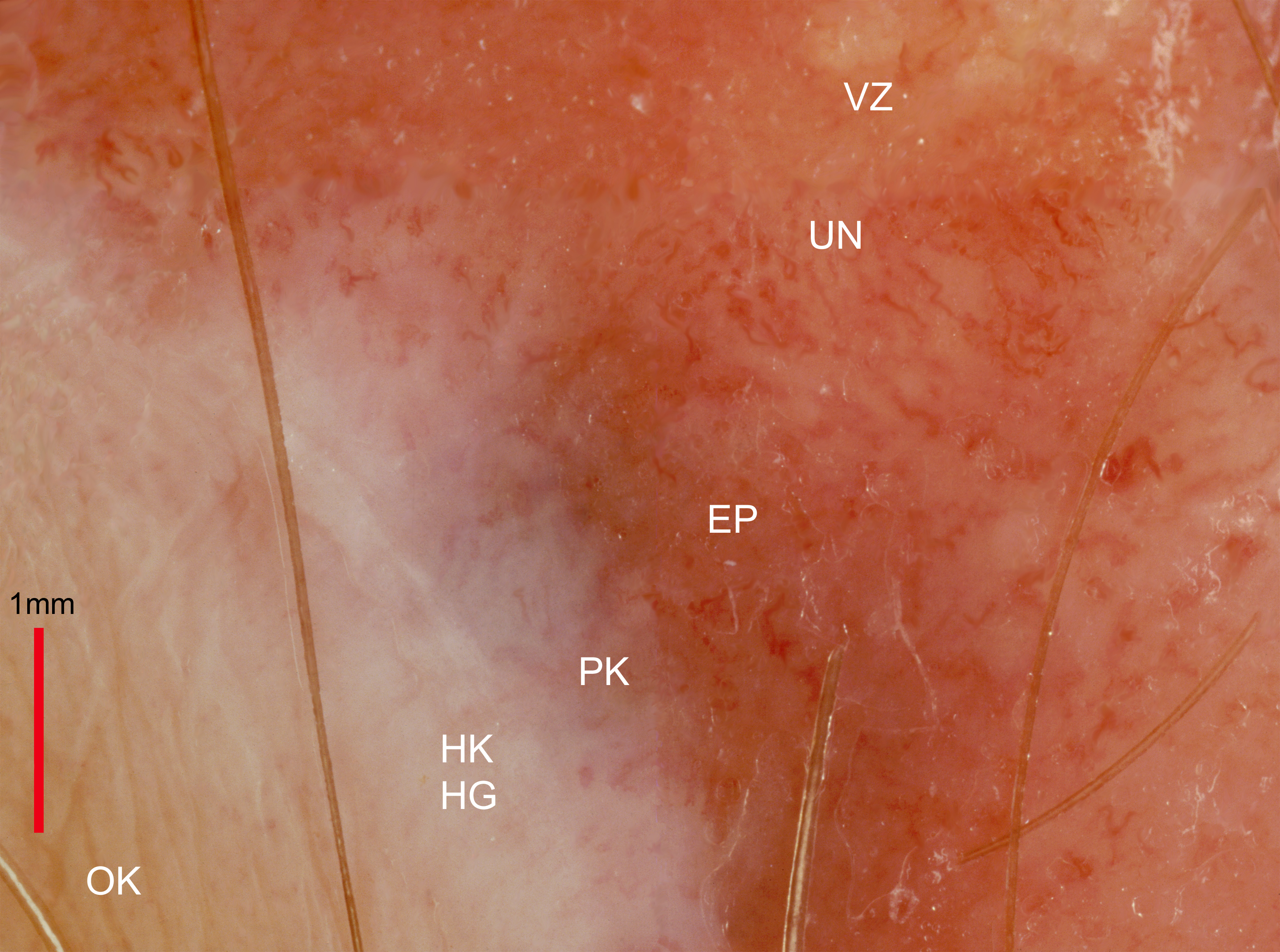
Plattenepithelkarzinom als Beispiel für eine vitalhistologische Interpretation des dermatoskopischen Projektionsbildes. Initiales Vulvakarzinom an der vorderen Kommissur bei einer 61-jährigen Patientin: OK=Orthokeratose; HK-HG=kompakte Hyperkeratose mit Hypergranulose; PK=Parakeratose; EP=ektatische Papillenkapillaren; UN=ungeordnete Neovaskularisation; VZ=Verhornungszentren.

Die Dermatoskopische Vitalhistologie (von griechisch δέρμα derma deutsch ‚Haut‘ und altgriechisch σκοπεῖν skopein, deutsch ‚betrachten‘ sowie von lateinisch vitalis deutsch ‚zum Leben gehörig‘; altgriechisch ἱστός histos, deutsch ‚Gewebe‘ und λόγος lógos, deutsch ‚Lehre‘; syn. Auflichtmikroskopische Vitalhistologie) ist ein diagnostisches Verfahren in der Dermatologie.

## Beschreibung
Die Dermatoskopische Vitalhistologie dient der Betrachtung und Beurteilung mikroskopischer Strukturen lebenden Gewebes, im Falle der Dermatoskopie gesunde oder krankhaft veränderte Haut betreffend. Die Mikroskopie der Hautoberfläche geschieht im Auflicht durch Beleuchtung des zu untersuchenden Areals aus Richtung des Objektivs oder durch das Objektiv selbst unter Verwendung eines Dermatoskops, Auflichtmikroskops oder mittels digitaler Dermatoskopie bzw. Videodermatoskopie.

## Bedeutung und Einsatzgebiete
Die nichtinvasive Untersuchungstechnik der Vitalhistologie befasst sich mit der visuellen dermatoskopischen Auffindung und Deutung von gesunden und pathologisch veränderten Strukturmerkmalen oberflächlicher und tiefer gelegener Hautschichten am lebenden Organismus. Der Blick in das Projektionsmuster eröffnet dem betrachtenden Auge dreidimensionale Aspekte mikroanatomischer Charakteristika der Epidermis und des Papillarkörpers, was am zweidimensionalen histologischen Schnittbild toten Gewebes nicht möglich wäre. Struktur- und Farbkriterien gestatten neben der Befundung des feingeweblichen Korrelates gezielte Diagnosen anhand reproduzierbarer Merkmalskombinationen am gesamten Integument einschließlich leicht zugänglicher Schleimhäute. Haupteinsatzgebiete der Vitalhistologie sind die präinvasive bzw. präoperative Diagnostik zur Dignitätsbeurteilung von Hauttumoren, die Differenzierung initialer und kleiner Hautveränderungen einschließlich Melanomfrüherkennung, sequentielle digitale Dermatoskopie, periphere horizontale Schnittrandkontrolle, Inflammoskopie, das Auffinden von Parasiten und Infestationen.

## Geschichte
P. Vonwiller entwickelte 1927 ein Mikroskop mit großem Auflösungsvermögen für Auflicht- und Dunkelfeldbeleuchtung, bekannt als Spaltopakilluminator der Fa. Leitz, Wetzlar. Damit ließen sich Epithelzellen und Gefäße der Epidermis-Kutis-Grenze sichtbar machen. Arbeitsgruppen um Franz Ehring, Leonhard Illig und Johannes Schumann nutzten und erweiterten die technischen Fortschritte der Mikroskopie, Belichtung und Bildwiedergabe. Zum Einsatz kamen schwenkbare Stereomikroskope, Intravitalmikroskope, Spaltopakilluminatoren (bis 1000-fache Vergrößerung), Xenonlampen, Quecksilberdampfhochdrucklampen, automatische Kleinbildkamerasysteme und ab 1977 auch analoge Videodermatoskope. Mittels dieser Mikroskopier- und Beleuchtungstechniken ergab sich die Möglichkeit, die Intravitalmikroskopie zu einer „Vitalhistologie der obersten Hautschichten“ weiterzuentwickeln. Franz Ehring (1921–2005) gilt als Begründer der modernen dermatoskopischen Vitalhistologie. Im Jahre 1970 führte Johannes Schumann aus der Arbeitsgruppe um Franz Ehring, an deren Weiterentwicklung der damalige Doktorand Werner Voss beteiligt war, die Vitalhistologie zur Diagnostik von Pigmentzelltumoren der Haut ein. 1985 gelang es Friedrich A. Bahmer und Christian Rohrer-Höffgen in Kooperation mit der Fa. Olympus ein handliches, praxisfähiges Spiegelreflexkamerasystem (AbbildungsMaßstab 5,5–13,6:1) zu entwickeln, das sich zur analogen Befunddokumentation eignete.